# HMS Brighton (F106)
La HMS Brighton (F106) de la Royal Navy fue una fragata de la clase Rothesay. Fue puesta en gradas en 1957, botada en 1959 y asignada en 1961. Fue retirada y desguazada.

## Historia
La Brighton integró la clase Rothesay, ordenada en 1955, que comprendía a otras ocho fragatas: Yarmouth, Lowestoft, Rothesay, Londonderry, Falmouth, Berwick, Plymouth y Rhyl.
Construida por Yarrow & Co. Ltd. en Scotstoun, Escocia; fue puesta en gradas el 23 de julio de 1957, botada el 30 de octubre de 1959 y asignada el 28 de junio de 1961.
Tenía una eslora de 2560 t de desplazamiento, 112,7 m de eslora, 12,5 m de manga y 3,9 m de calado; propulsión de dos turbinas de engranajes (potencia 30 000 shp, velocidad 29 nudos); 1 lanzador (1×4) Sea Cat, 2 cañones de 115 mm, 2 cañones de 40 mm, 1 mortero antisubmarino (1×3) y 12 tubos lanzatorpedos de 533 mm.
La Brighton finalizó su vida operativa siendo desguazada en 1985.